# Sie sagte doch sie liebt mich
Sie sagte doch sie liebt mich ist ein Lied des deutschen Pop- und Schlagersängers Thomas Anders, in Kooperation mit dem deutschen Schlagersänger Florian Silbereisen. Das Stück ist die zweite Singleauskopplung aus seinem zwölften Studioalbum Ewig mit Dir sowie die erste Singleauskopplung aus dem später erschienenen Kollaboalbum Das Album von Anders und Silbereisen.

## Entstehung und Artwork
Geschrieben wurde das Lied gemeinsam von Christoph Aßmann, Thomas Anders, Christian Geller und Tobias Reitz. Die Abmischung sowie die Produktion des Stücks entstammt eigens unter der Leitung von Geller. Darüber hinaus war Geller gemeinsam mit Aßmann für die Instrumentalisierung des Liedes zuständig. Sie sagte doch sie liebt mich wurde unter dem Musiklabel Warner Music veröffentlicht sowie durch Edition Chartwards und den Rudi Schedler Musikverlag verlegt.
Auf dem Cover der Single sind – neben Künstlernamen und Liedtitel – die beiden Interpreten zu sehen. Das Coverbild entstand während den Dreharbeiten zum dazugehörigen Musikvideo. Beide stehen Schulter and Schulter nebeneinander. Auf der linken Seite steht Anders, der einen schwarzen Anzug trägt. Silbereisen steht rechts neben ihm und trägt ein schwarzes Sakko mit einem weißen Shirt darunter.

## Veröffentlichung und Promotion
Die Erstveröffentlichung von Sie sagte doch sie liebt mich erfolgte als Einzeldownload am 18. Oktober 2018. Rund einen Monat später erschien mit Sie sagte doch sie liebt mich (Remixes) eine Remix-EP mit sieben Remixversionen des Liedes am 23. November 2018. Das Lied erschien zunächst als Teil von Anders’ zwölften Studioalbum Ewig mit Dir am 19. Oktober 2018. Durch die positive Resonanz, nahmen die beiden mit Sie hat es wieder getan eine weitere Single auf und schließlich ein ganzes Album. Das Kollaboalbum Das Album erschien am 5. Juni 2020, auf dem ihre Debütsingle Sie sagte doch sie liebt mich ebenfalls enthalten ist. Um das Lied zu bewerben, folgte ein gemeinsamer Liveauftritt zur Hauptsendezeit in der ARD-Show Schlagerboom 2018 – Alles funkelt! Alles glitzert!. Dieser Auftritt zog ein großes Medieninteresse auf sich, weil Anders während des Auftritts auf der Bühne stürzte.
Remixversionen
- Sie sagte doch sie liebt mich (De Lancaster Extended Remix)
- Sie sagte doch sie liebt mich (De Lancaster Short Remix)
- Sie sagte doch sie liebt mich (DJ Fosco Extended Remix)
- Sie sagte doch sie liebt mich (DJ Fosco Remix)
- Sie sagte doch sie liebt mich (Extended Remix)
- Sie sagte doch sie liebt mich (Franz Rapid Extended Remix)
- Sie sagte doch sie liebt mich (Franz Rapid Remix)

## Inhalt
Der Liedtext zu Sie sagte doch sie liebt mich ist in deutscher Sprache verfasst. Die Musik wurde gemeinsam von Christoph Aßmann und Christian Geller komponiert, der Text wurde gemeinsam von Thomas Anders, Geller und Tobias Reitz geschrieben. Musikalisch bewegt sich das Lied im Bereich des Pop-Schlagers. Das Tempo beträgt 126 Schläge pro Minute. Inhaltlich geht es in dem Lied darum, dass zwei Männer um eine Frau „buhlen“ und diese beiden gegenüber behauptet sie zu lieben. Das Lied greift die Konkurrenzsituation um „Nebenbuhler“ auf. Damit steht auch das Thema des „Liebesverrats“ im Vordergrund.
Das Lied beginnt mit der ersten und einzigen richtigen Strophe, auf die der Refrain folgt. Auf den ersten Refrain folgt eine Bridge sowie erneut der Refrain. Das gleich wiederholt sich mit einer weiteren neuen Bridge. Nach der zweiten Bridge wiederholt sich der Refrain zum Ende des Stücks. Die Strophe besteht aus acht Zeilen, deren ersten vier von Anders und letzten vier von Silbereisen gesungen werden. Die übrigen Bestandteile des Stücks werden abwechseln oder gemeinsam von beiden Interpreten gesungen. Neben dem Hauptgesang von Anders und Silbereisen sind im Hintergrund die Stimmen von Geller und Christoph Leis-Bendorff zu hören.

„Sie sagte doch sie liebt mich – Und drei sind eins zu viel.

Sie sagte doch sie braucht mich – Wie kommst du dann ins Spiel?

Sie sagte doch sie will mich – Was will sie dann von dir?

Du kannst sie zwar begehren – Doch gehören wird sie mir.“

## Musikvideo
Das Musikvideo zu Sie sagte doch sie liebt mich feierte am 17. Oktober 2018 auf der Videoplattform YouTube seine Premiere. Das Video beginnt mit Silbereisen, der einen Club betritt und sich zu Anders an der Bar gesellt. Dort singen sie zunächst in einer Art Streitgespräch das Lied, in dem sie sich gegenseitig vorwerfern, sich mit einer Frau zu treffen. Nach einiger Zeit betritt Matthias Reim, mit der vermeintlichen Liebschaft der beiden, den Club. Er grüßt die beiden mit einem Kopfnicken und begibt sich mit ihr zu einem Stehtisch. Anders und Silbereisen beobachten Reim ungläubig, als Reim das bemerkt schaut er mit einem verschmitzten Lächeln zu den Zweien, ehe er seine Begleitung küsst. Anders und Silbereisen leeren daraufhin ihr Getränk und verlassen das Lokal. Zwischendrin sind immer wieder Szenen von Anders und Silbereisen zu sehen, wie sie das Lied gemeinsam in einem Gang des Clubs oder während der Heimfahrt im Auto singen. Die Gesamtlänge des Videos beträgt 3:49 Minuten. Bis Februar 2025 zählte das Musikvideo über 29,8 Millionen Aufrufe bei YouTube.

## Mitwirkende
| Liedproduktion - Christoph Aßmann: Instrumentalisierung, Komponist - Thomas Anders: Gesang, Liedtexter - Christoph Leis-Bendorff: Hintergrundgesang - Christian Geller: Abmischung, Hintergrundgesang, Instrumentalisierung, Komponist, Liedtexter, Musikproduzent - Tobias Reitz: Liedtexter - Florian Silbereisen: Gesang | Unternehmen - Edition Chartwards: Verlag - Rudi Schedler Musikverlag: Verlag - Warner Music: Musiklabel |

## Rezeption
Am 13. Januar 2019 wurde Sie sagte doch sie liebt mich mit einem smago! Award in der Kategorie „Erfolgreichstes Schlager-Duett des Jahres 2018/2019“ ausgezeichnet.
Beim Jahresvoting von Schlager.de bekam das Lied 5.357 Stimmen und gewann damit in der Kategorie „Bester Hit 2018“ vor Regenbogenfarben (Kerstin Ott) und Das Leben ist live (Christian Lais). In der Kategorie „Bestes Video 2018“ zählte das Stück 6.057 Stimmen, womit es sich mit einem Unterschied von 161 Stimmen dem Video In meinen Träumen ist die Hölle los von Feuerherz geschlagen geben musste.

## Chartplatzierungen
Sie sagte doch sie liebt mich erreichte in Deutschland Position 70 der Singlecharts und konnte sich eine Woche in den Charts platzieren. Die Single platzierte sich in der Chartwoche vom 26. Oktober 2018 in den deutschen Singlecharts und war der höchstplatzierte Schlager dieser Chartwoche. Des Weiteren erreichte die Single die Chartspitze der deutschen Konservativ Pop Airplaycharts. Damit konnte Sie sagte doch sie liebt mich den vorherigen Spitzenreiter Nicht verdient von Michelle und Matthias Reim verdrängen. Insgesamt konnte sich die Single im Kalenderjahr 2018 für sieben Wochen an der Spitze dieser Chartauswertung platzieren. Dabei handelt es sich, zusammen mit Nordlichter von Vincent Gross, um die längste Verweildauer des Jahres.
Für Anders als Interpreten ist Sie sagte doch sie liebt mich der zwölfte Charterfolg in den deutschen Singlecharts als Solo-Künstler. In seiner Autorentätigkeit erreichte er hiermit zum siebten Mal die deutschen Charts. Silbereisen erreichte hiermit erstmals die Singlecharts als Solo-Künstler. Geller erreichte als Musikproduzent mit Sie sagte doch sie liebt mich zum 14. Mal die deutschen Singlecharts sowie zum neunten Mal als Autor. Für Reitz stellt diese Single nach Fehlerfrei (Helene Fischer) und Und wir waren wie Vampire (Jürgen Drews) den dritten Charterfolg in seiner Autorentätigkeit in Deutschland dar. Aßmann erreichte als Autor hiermit erstmals die deutschen Singlecharts.